# 閃亮三姊妹
閃亮三姊妹是活躍於2003年至2009年的台灣女子團體，由江佩（大姊）、江佩珍（二姊）、江珮瑩（小妹）組成。歌曲有《快來快來約我》、《給我幾秒鐘》。

## 成員介紹
| 姓名   | 稱呼       | 生日          | 近況                       |
| ------ | ---------- | ------------- | -------------------------- |
| 江佩   | 大姊、小   | 1980年8月14日 | 創業（行銷相關）           |
| 江佩珍 | 二姊、小珍 | 1981年12月1日 | 幕後、當阿嬤               |
| 江珮瑩 | 小妹、小瑩 | 1985年10月3日 | 現任桃園市平鎮區平南里里長 |

## 音樂
| 專輯名稱          | 發行日期       | 發行公司 | 著名歌曲               |
| ----------------- | -------------- | -------- | ---------------------- |
| 閃亮三姊妹        | 2003年5月31日  | 華特音樂 | 給我幾秒鐘             |
| 快來快來約我      | 2003年12月31日 | 華特音樂 | 快來快來約我、魅力四射 |
| 羅密歐的世界      | 2005年3月4日   | 華特音樂 | 羅密歐的世界           |
| 老娘就是我        | 2006年11月24日 | 乾坤唱片 | 老娘就是我 愛情紅不讓  |
| 閃亮舞台          | 2008年3月13日  | 乾坤唱片 | 打拼                   |
| 愛ㄟ世界          | 2009年7月8日   | 乾坤唱片 | 嘿咻                   |
| 紅色高跟鞋        | 2010年8月7日   | 乾坤唱片 | 紅色高跟鞋             |
| 乾坤唱片 2013新曲 | 2013年1月29日  |          |                        |

## 後續
2009年團體解散，江佩云曾擔任經紀人，之後前往中國大陸投資創業，後來又直播賣海鮮；江佩珍擔任戲劇製作人，之後與同為製作人的甯宜文結婚，並產下一子；江珮瑩為現任桃園市平鎮區平南里里長。

## 外部連結
- 江珮瑩官方Facebook網站
- 闪亮三姊妹_百度百科 （页面存档备份，存于）
- 閃亮三姊妹的歷年專輯與介紹 - KKBOX （页面存档备份，存于）
- 閃亮三姐妹( Shining 3Girls ) 共收藏 8張專輯 78首歌詞 ※ Mojim.com 魔鏡歌詞網 （页面存档备份，存于）